# Mlýnský kopec
Mlýnský kopec je vrchol v České republice ležící v pohoří Orlické hory.

## Geomorfologické zařazení
Mlýnský kopec se nachází v geomorfologickém celku Orlické hory, podcelku Mladkovská vrchovina a okrsku Pastvinská vrchovina. Jedná se o jediný vrchol Mladkovské vrchoviny, který se nachází na východním břehu Tiché Orlice.

## Poloha
Mlýnský kopec se nachází v jihovýchodním cípu Orlických hor v obci Těchonín asi 4 km severně od města Jablonné nad Orlicí. I když je poněkud utopen mezi okolními vyššími vrcholy, je od svého okolí zřetelně oddělen. Pouze na jihovýchodě se nachází nepříliš hluboké sedlo s nadmořskou výškou asi 515 metrů.

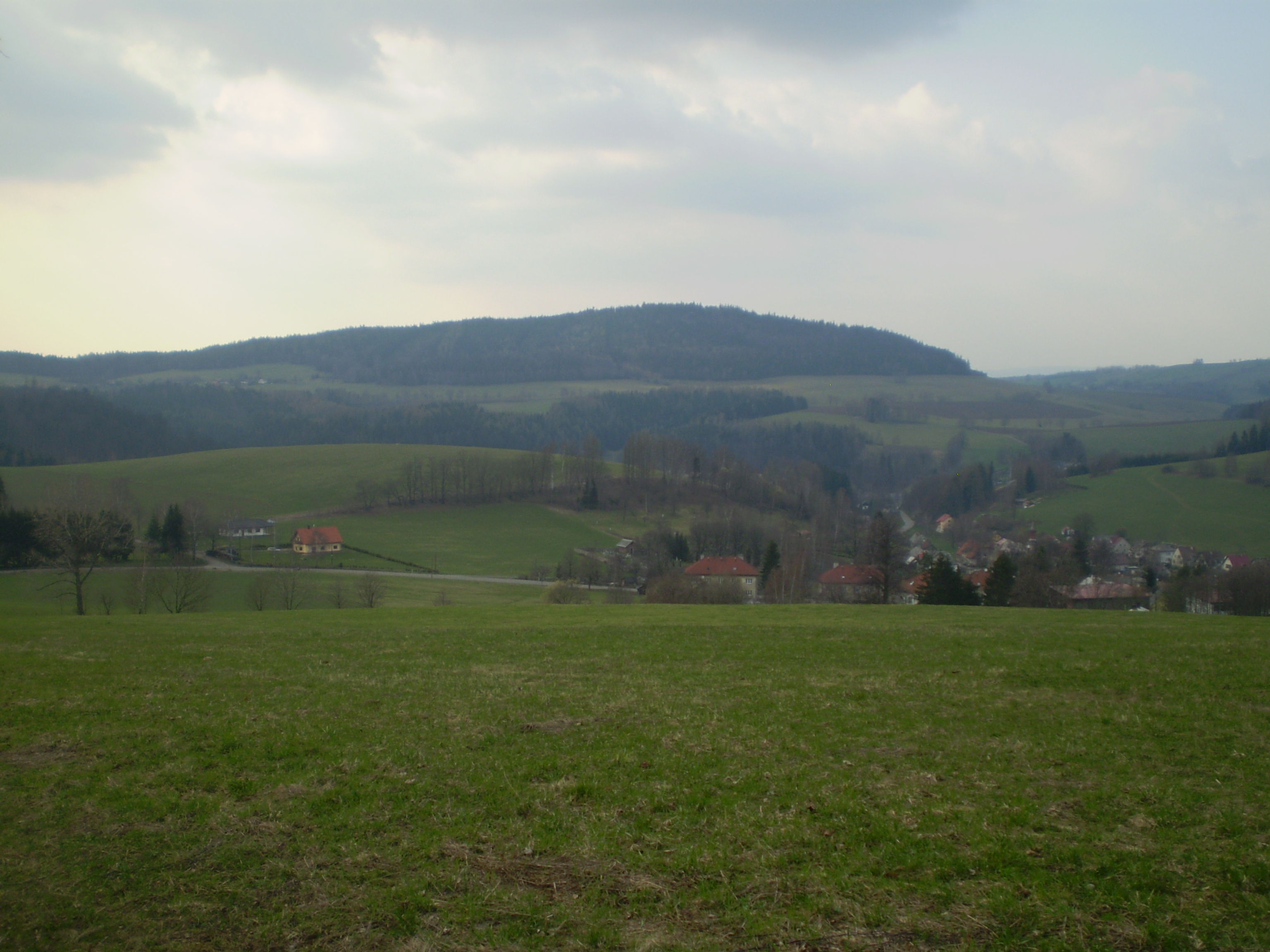
Mlýnský kopec na pozadí vrchu Studeného

## Vodstvo
Mlýnský kopec se nachází v povodí Tiché Orlice, která protéká pod jeho západním svahem. Pod severním svahem protéká její levý přítok Těchonínský potok.

## Vegetace
Vrchol Mlýnského kopce pokrývá louka a tudíž je z něho dobrý kruhový rozhled. Výhled je ovšem pouze jen na obec Těchonín a nejbližší vrcholy Orlických hor, které Mlýnský kopec převyšují.

## Významné stavby
Do úbočí Mlýnského kopce se šplhá zástavba obce Těchonín, v jižním svahu se pak nachází areál výzkumného ústavu Armády České republiky.

## Komunikace
Sedlem jihovýchodně od vrcholu prochází silnice II/311, západním svahem pak železniční trať Ústí nad Orlicí – Międzylesie. Nachází se zde i těchonínská výhybna a železniční zastávka. Vrcholovým prostorem prochází modře značená turistická trasa 1858 ze Suchého vrchu do Studeného. Přímo na kótu žádná cesta nevede.